# Diogo Clemente
Diogo Clemente, é um produtor, músico, escritor e compositor português. 

## Biografia
Diogo Manuel dos Reis Clemente, nasceu em 1985 na região de Lisboa, Portugal. Filho do fadista e músico José Clemente, tem os primeiros registos a cantar em casas de fado aos 6 anos e como guitarrista aos 13 anos. Aos 14 entrou no Conservatório Nacional de Musica, o mesmo ano em que venceu a Grande Noite do Fado do Porto 1999.  
Aos 15 anos integrou os primeiros projectos profissionais e aos 16 era músico convidado a tocar com os principais nomes do fado em digressões nacionais e internacionais como Mafalda Arnauth ou Hélder Moutinho. 
Aos 17 anos iniciou a autoria e composição e a produção, arranjos e direcção de diversos projectos entre os quais se destacam: Cabelo Branco é Saudade de Ricardo Pais, Ana Laíns, Raquel Tavares, Mariza, Carminho, Carolina Deslandes, Sara Correia, Tamara Jokic, entre várias produções e participações como Entre 20 Águas, Amália As Vozes Do Fado, Marco Rodrigues, Louane, Bárbara Tinoco, Nella Rojas ou Javier Limón e António Zambujo. 
Em 2019 participou da direção artística do Projecto Amar Amália, uma homenagem à maior fadista portuguesa 20 anos após o seu desaparecimento.
É o fundador da Tejo Music Lab, produtora e promotora de festivais e conceitos como Os Mestres, Festival Sons da Terra, Festival Fado Convida e Lisboa ao Palco. 
É compositor e autor de temas para as vozes com que trabalhou e trabalha e outras parcerias com diversos compositores e autores  (como Mário Pacheco, Dominic Miller, Javier Limón, Stereossauro, Mário Laginha entre outros).
Neste percurso reúne um Prémio Amália (2012), um Play Award para Melhor Álbum 2021, duas nomeações nos Latin Grammys Awards para Melhor Álbum (2015 e 2021) e quatro participações, um Edison Jazz/World Award para Melhor Álbum 2011 e o GQ MOTY 2018. 

## Discografia
| Álbuns produzidos            | Álbuns produzidos | Álbuns produzidos  |                              | Produção de Singles e Duetos | Produção de Singles e Duetos                   | Produção de Singles e Duetos |
| Álbum                        | Ano               | Artista            | Álbum                        | Ano                          | Artista                                        |                              |
| ---------------------------- | ----------------- | ------------------ | ---------------------------- | ---------------------------- | ---------------------------------------------- | ---------------------------- |
| Cabelo Branco é Saudade      | 2005              | Vários             | Tia Dolores                  | 2008                         | Raquel Tavares e Fátima Fernandes              |                              |
| Sentidos                     | 2006              | Ana Laíns          | Promete, Jura                | 2010                         | Mariza e Artur Batalha                         |                              |
| Quatro Caminhos -            | 2010              | Ana Laíns          | De Braços Abertos            | 2011                         | Mariza, Paulo Flores e Roberta Sá              |                              |
| Raquel Tavares (co-produção) | 2006              | Raquel Tavares     | Cais                         | 2012                         | Carminho e Milton Nascimento                   |                              |
| Bairro                       | 2008              | Raquel Tavares     | Carolina                     | 2012                         | Carminho com Chico Buarque                     |                              |
| Terra (co-produção)          | 2008              | Mariza             | Contrato de separação        | 2012                         | Carminho com Nana Caymmi                       |                              |
| Fado Tradicional             | 2010              | Mariza             | Chuva no Mar                 | 2014                         | Carminho com Marisa Monte                      |                              |
| Fado -                       | 2009              | Carminho           | Perdoname (com Manuel Illan) | 2015                         | Carminho e Pablo Alborán                       |                              |
| Alma                         | 2012              | Carminho           | Naufrágio                    | 2015                         | Carminho e Caetano Veloso                      |                              |
| Canto                        | 2014              | Carminho           | Maria La Portuguesa          | 2015                         | Ricardo Ribeiro e Javier Limón                 |                              |
| Fado                         | 2009              | Gonçalo Salgueiro  | Moon                         | 2016                         | Marta Pereira da Costa e Tara Tiba             |                              |
| Live in Studio               | 2013              | Urbanas            | Calçada Portuguesa           | 2016                         | Martim Vicente e Ivan Lins                     |                              |
| Fados do Fado                | 2015              | Marco Rodrigues    | Friozinho na Barriga         | 2017                         | D.A.M.A e Diogo Nogueira                       |                              |
| Amália As Vozes do Fado      | 2015              | Vários             | Coisa Mais bonita            | 2018                         | Carolina Deslandes e António Zambujo           |                              |
| Casa Alegre                  | 2015              | Anabela            | Não Me Deixes                | 2018                         | Carolina Deslandes e Maro                      |                              |
| Fado                         | 2016              | André Vaz          | Avião de Papel               | 2018                         | Carolina Deslandes e Rui Veloso                |                              |
| Caminho                      | 2016              | Martim Vicente     | Solidão                      | 2020                         | Sara Correia e António Zambujo                 |                              |
| Aqui na Alma                 | 2017              | Miguel Ramos       | J’peux pas                   | 2020                         | Louane                                         |                              |
| Encantado                    | 2017              | Carolina           | Estrelas                     | 2021                         | Carolina Deslandes e Barbara Tinoco            |                              |
| Luz                          | 2017              | Cuca Roseta        | Partir Daqui                 | 2021                         | Javier Limón, Diogo Clemente e António Zambujo |                              |
| Casa                         | 2018              | Carolina Deslandes | Vejo-te Aqui                 | 2021                         | Irma e Tiago Nacarato                          |                              |
| Sara Correia                 | 2018              | Sara Correia       | Há uma Musica do Povo        | 2021                         | Mário Pacheco e Jacques Morelenbaum            |                              |
| Do Coração                   | 2020              | Sara Correia       | Trip to Orient               | 2021                         | Mário Pacheco e Gustavo Santaolalla            |                              |
| Pedro Flores                 | 2021              | Pedro Flores       | Cavaleiro Monge              | 2021                         | Mário Pacheco e Javier Limón                   |                              |
| Livre                        | 2021              | Mário Pacheco      | O mundo há-de ser mais       | 2022                         | Sara Correia e Stereossauro                    |                              |
| Transiberica                 | 2022              | Tamara Jokic       | Meu Semba, Meu Fado          | 2022                         | Paulo Flores e Sara Correia                    |                              |
| O Rapaz                      | 2022              | Simão Oliveira     | Quero é Viver (com Stego)    | 2022                         | Sara Correia                                   |                              |
| Fado do Meu Cante            | 2022              | Luis Trigacheiro   | Pudesse Eu Mudar             | 2022                         | André Sardet e Bianca Barros                   |                              |
| Ponto de Partida             | 2022              | André Sardet       | Foi Feitiço                  | 2022                         | André Sardet e Carolina Deslandes              |                              |
| CALMA                        | 2023              | Carolina Deslandes |                              | Azul do Céu                  | 2022                                           | André Sardet e Jorge Palma   |
|                              |                   |                    |                              | Estuche                      | 2022                                           | Leon Gieco e Sara Correia    |

## Prémios
- 2 Nomeações Latin Grammy Awards - 2015 com albúm Fado dos Fados de Marco Rodrigues e em 2021 com o albúm Do Coração de Sara Correia
- Prémio GQ - 2018[10]
- Edison Award 2010 - com o albúm Fado Tradicional de Mariza
- Vencedor da Grande Noite do Fado - 1999